# Tritonoturris scalaris
Tritonoturris scalaris é uma espécie de gastrópode do gênero Tritonoturris, pertencente a família Raphitomidae.